# Denfert-Rochereau (stanice RER v Paříži)
Denfert-Rochereau je nádraží příměstské železnice RER v Paříži, které se nachází ve 14. obvodu uprostřed náměstí Place Denfert-Rochereau. Slouží pro linku RER B, kterou provozuje společnost RATP. Podzemním tunelem je propojen se stejnojmennou stanicí metra, kde je možné přestoupit na linky 4 a 6 pařížského metra. Fasáda a střechy budovy, která je nejstarším dochovaným nádražím v Paříži, jsou od roku 1996 chráněny jako historická památka.

## Historie
Nádraží bylo pod názvem Paris-d'Enfer (podle tehdejšího názvu náměstí) otevřeno 23. června 1846 jako konečná stanice trati, která spojovala Paříž a město Sceaux a provozovala ji železniční společnost Paris-Orléans. Slavnostního zahájení se zúčastnili Ludvík Orleánský, vévoda z Nemours a Antonín Orleánský, kteří zastupovali svého otce Ludvíka Filipa. Jednalo se o jedno z prvních železničních nádraží v Paříži.
Výstavba stanice probíhala v letech 1842–1846. Jedná se stavbu kruhového půdorysu: dva zakřivené pavilony po stranách centrální budovy, kde se ve frontonu nachází alegorie železnice. Tento neobvyklý půdorys byl zvolen proto, že zde byla smyčka pro otáčení vlaků, které měly široký rozchod (1750 mm). Tento systém byl zrušen na konci 19. století, neboť příliš omezoval rozvoj a byl použit rozchod kolejí 1435 mm, který se používá dodnes.
Trať s již běžným rozchodem kolejí byla v roce 1895 prodloužena až do stanice Luxembourg, která se stala novou konečnou stanicí. Od té doby nese nádraží svůj současný název. Pierre Philippe Denfert-Rochereau (1823–1878) byl francouzský plukovník, který úspěšně obhájil město Belfort proti Prusům během Prusko-francouzské války a již v roce 1879 po něm bylo přejmenováno zdejší náměstí.
Linku provozovala společnost Paris-Orléans až do roku 1937, kdy ji koupila Compagnie du métropolitain de Paris provozující pařížské metro a od 18. ledna 1938 začala spravovat nádraží. V roce 1948 byla transformována do společnosti RATP.
V 70. letech se začal stavět tunel ze stanice Luxembourg do Châtelet – Les Halles na druhém břehu Seiny a 9. prosince 1977 bylo nádraží zprovozněno pro linku RER B propojující Paříž od jihu na sever.